# Can Migdiada
Can Migdiada és un mas situat dins del veïnat de les Masies de Sant Amanç, al terme municipal d'Anglès, comarca de la Selva.

## Situació
Del conjunt de masies del veïnat, Can Migdiada és la que queda més enclotada i a menor alçada, a 248 metres sobre el nivell del mar. Se situa en una fondalada, limitada al nord pel sot de Can Murtra.

## Ús actual
Aquesta masia, junt amb Can Comarodona, és de les poques habitades del veïnat. El seu ús actual és residencial.